# عروض الخيل

عروض الخيل هو مصطلح يطلق على المنطقة الواقعة بين خطي عرض 30-35 درجة تقريباً، حيث يسود الضغط المرتفع شبه المداري المتصف بالهدوء التام في منطقته المركزية، وقد سميت هذه العروض بهذا الاسم بسبب أن السفن الإسبانية الشراعية التي كانت تنقل الخيول إلى المستعمرات الأمريكية تضطر للتوقف عن الحركة عدة أسابيع في منطقة الهدوء هذه، فينضب بذلك مخزون الماء العذب، مما يجعلهم يضطرون إلى إلقاء جزء من خيولهم في المحيط الأطلسي، وهذا ما دعا إلى تسمية تلك العروض باسم عروض الخيل. ويفسر ارتفاع الضغط بهذه المناطق الحارة بعامل ميكانيكي حيث أن المنطقة تعرف هبوط الهواء بفعل التيارات النازلة مما يترتب عنه ضغط مرتفع.

## المصدر
- المعجم الجغرافي المناخي